# Mouvement Ennahda (Algérie)
Le Mouvement Ennahda (en arabe : حركة النهضة الاسلامية, Harakat an-Nahda al-Islamiyya, appelé aussi Ennahda, النهضة) ou Mouvement de Renaissance Islamique (en arabe : حركة النهضة الاسلامية) est un parti politique islamiste algérien modéré. 
Formé en 1989 à partir du mouvement qui portait le même nom, il est réputé être la façade politique du mouvement des Frères musulmans en Algérie. Plusieurs de ses militants furent emprisonnés ou éliminés par le pouvoir pendant la guerre civile algérienne. Il compte parmi les quelques rares partis qui incarnent la voie légaliste de l'islamisme algérien.
Lors des élections législatives de 2002, ce parti n'a recueilli que 0,6 % des voix et ne plaçant qu'un seul député au parlement algérien. En vue des élections municipales du 29 novembre 2007, et à la surprise générale, ce parti présente des listes communes avec le Mouvement pour la réforme nationale, avec lequel existait pourtant des divergences politiques.

## Direction du parti
L'un des principaux fondateurs de ce mouvement est Abdallah Djaballah. Ce dernier a été évincé du parti en 1998 par une faction dominante qui prônait une alliance avec le gouvernement RND de l'époque. 
Plusieurs secrétaires généraux se sont succédé, en particulier Fateh Rabiaï, puis Mohamed Dhouibi et, depuis décembre 2018, Yazid Benaïcha, qui avait déjà tenu ce poste de 2003 à 2006. En mai 2023, Mohamed Dhouibi est à nouveau élu secrétaire général.